# Station Stockholm City
Stockholm City is een station van de Pendeltåg dat werd gebouwd in het kader van de citylijn dat op 10 juli 2017 werd geopend. Het verving de bovengrondse sporen van de pendeltåg in Stockholm Centraal.

## Stationsnaam
De Zweedse vervoersautoriteit en Storstockholms Lokaltrafik kozen voor de naam Stockholm City nadat er meerdere voorstellen waren gedaan. Een voorstel, dat gesteund werd door de culturele raad en de welstandscommissie van Stockholm, was de naam Klara of Stockholm Klara als verwijzing naar de Klarakerk en de buurt eromheen. Een ander voorstel was om het T-Centralen te noemen net als het metrostation erboven waarmee het de toegangen deelt, dit werd afgewezen omdat ze de verkeerstypen gescheiden wilden houden. Bovendien bleek tijdens de adviesrondes dat de hulpdiensten verschillende namen voor de stationsdelen wilden om zich goed te kunnen oriënteren in de vele verschillende ruimtes die het Stockholm City/T-Centralen/Stockholm Central complex vormen. Daarom zijn de verschillende namen ook op de wanden van de ruimtes in het complex aangebracht.

## Aanleg
De Zweedse vervoersautoriteit gunde de bouw van het station en de aansluitende tunnels aan aannemer NCC Construction Sweden voor een bedrag van rond de SEK 1,6 mrd. Het werk omvatte ook de gangen naar de toegangen op straatniveau alsmede de overstapgangen naar de verschillende metrolijnen in T-centralen.  De bouw begon in 2009 en het station ligt in de geboorde Norrströmtunnel tussen Riddarholmen en Kungsgatan. Om deze omvangrijke werken uit te voeren, werd de blauwe route van de metro tussen Rådhuset en Kungsträdgården in 2009, 2011 en 2012 telkens drie maanden gesloten. De perrons van de blauwe route op de T-Centralen werden aangesloten op het nieuwe station, dat zo'n 15 meter lager ligt. In verband hiermee werden de sporen van de blauwe route verlaagd zodat gehandicapten zonder niveauverschil in en uit de metro kunnen stappen. Na afloop van alle verbouwingen werden de beroemde muurschilderingen van Per Olov Ultvedt gerestaureerd.

## Inrichting
Het station bestaat uit twee stationstunnels met elk een eilandperron dat met perrondeuren in perronschermen gescheiden is van de perronsporen. Deze perrons zijn 255 meter lang en liggen tussen de 40 en 44 meter onder het maaiveld, 12 meter lager dan de blauwe route. De ingangen liggen aan het Centralplan onder het Scandic Continental in het pand Orgelpipan 6, de andere ligt aan het Vasaplan bij het kopstation van de Arlanda Express. Daarnaast zijn er inpandige verbindingen met de verschillende metrolijnen op T-Centralen en met Stockholm C. De perrons zijn 255 meter lang en bevinden zich ongeveer 40-44 meter onder straatniveau en 12 meter onder het perron van de blauwe lijn van de metro. Het station is opgesierd met acht kunstwerken:
- Astrid Sylwan Skies.
- Karin Törnell Andetag och Fotfäste.
- Peter Svedberg Stad, Träd och Äng.
- Juri Markkula La Divina Commedia.
- Åsa Lindström Vardagens sal.
- Lars ArrheniusCuckoo clock.
- Mikael Pauli Moaritisk absorbent.
- Karin Lindh Pendlarkatedralen.

## Reizigersverkeer
Na de opening op 10 juli 2017 werd het station het drukste van Zweden, zowel qua het aantal stoppende treinen als het aantal in- en uitstappende reizigers.
Op 13 juli 2018 werd het station gesloten voor in- en uitstappen, omdat veiligheidsgebreken werden gevonden in verschillende van de roltrappen, nadat een van hen achteruit gleed terwijl die naar boven zou moeten gaan. Omdat de evacuatieveiligheidsvergunning vereist dat de meeste roltrappen rollen, werd de vergunning ingetrokken. De forensentreinen mochten passeren zonder te stoppen. Op 27 juli (na 14 dagen sluiting) ging het station weer open nadat alle 50 roltrappen waren gecontroleerd en een kleiner aantal was stilgezet. De stilgezette roltrappen konden vervolgens als trap gebruikt worden.

## Galerij

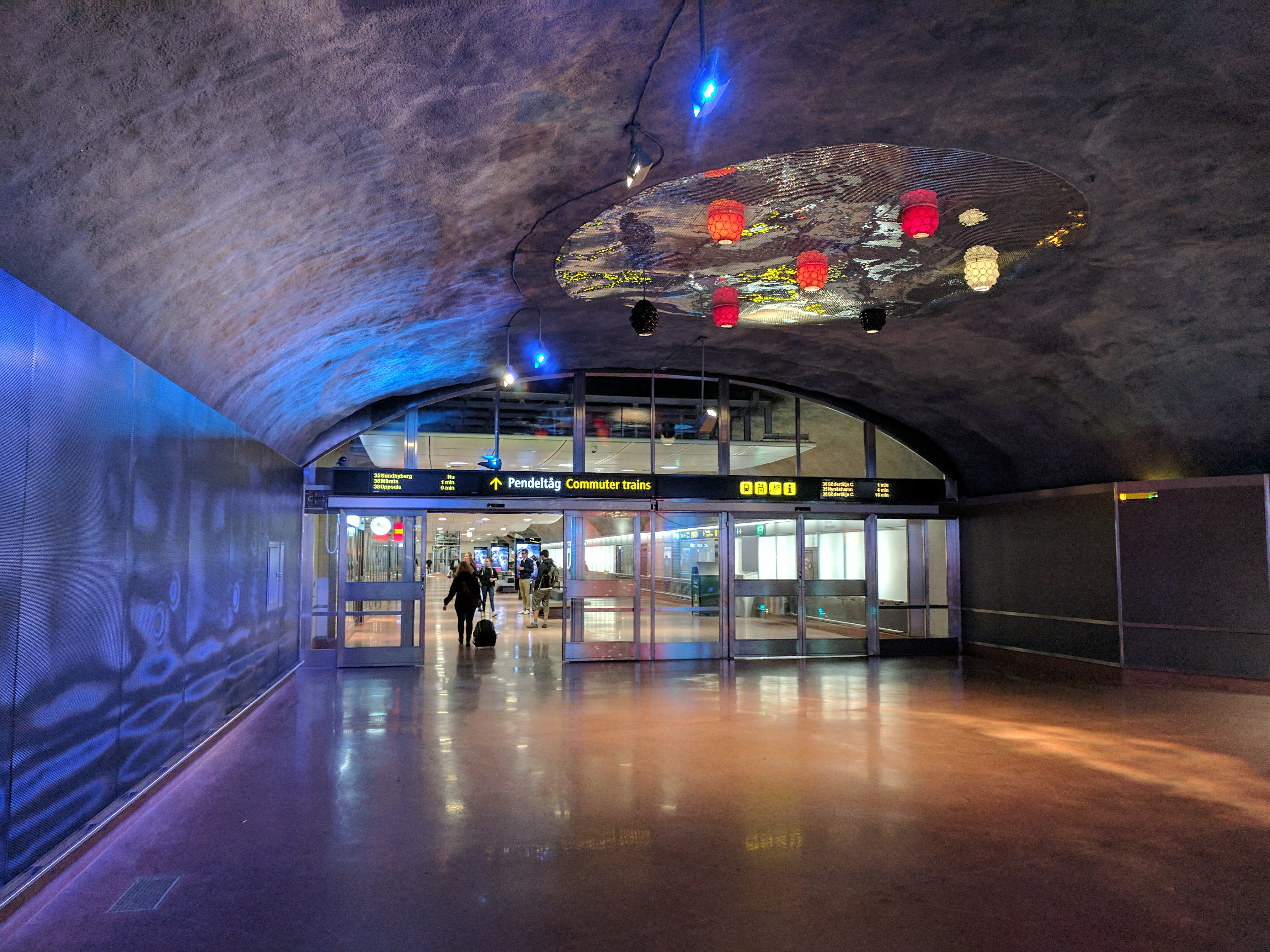
Toegang naar de centrale tussenverdieping van de metro.
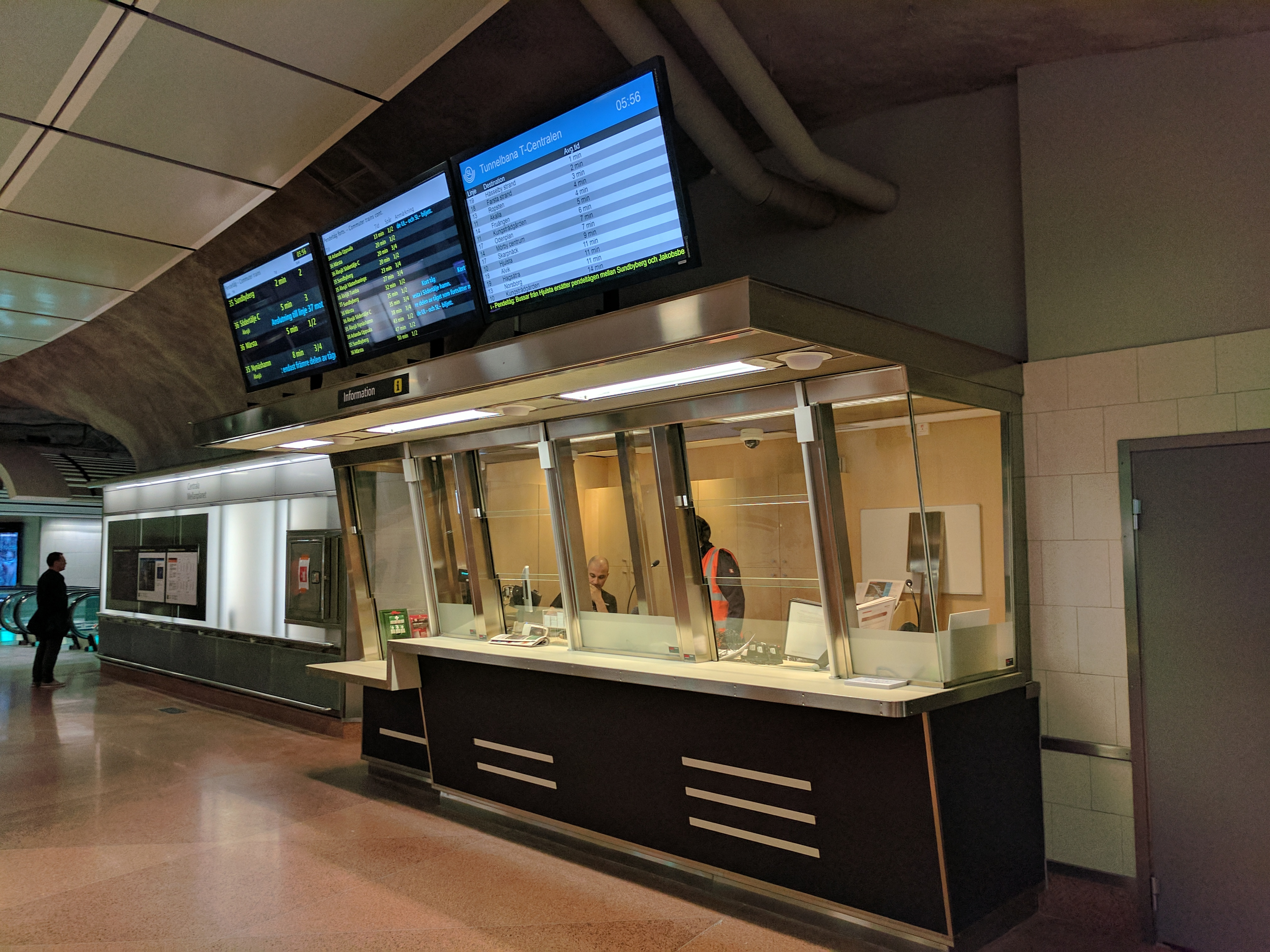
Informatiebalie.
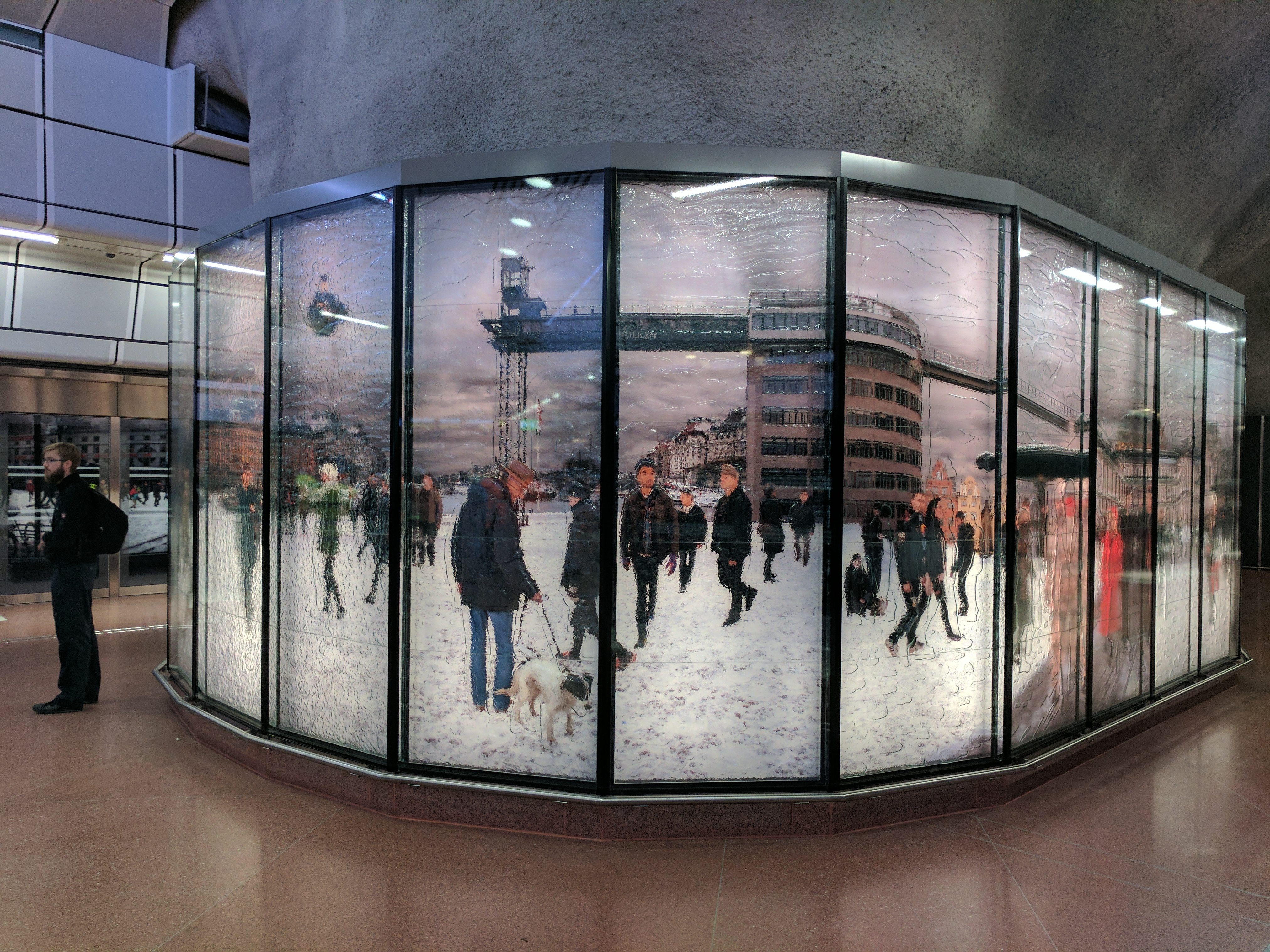
Kunstwerk van Peter Svedberg op het perron.
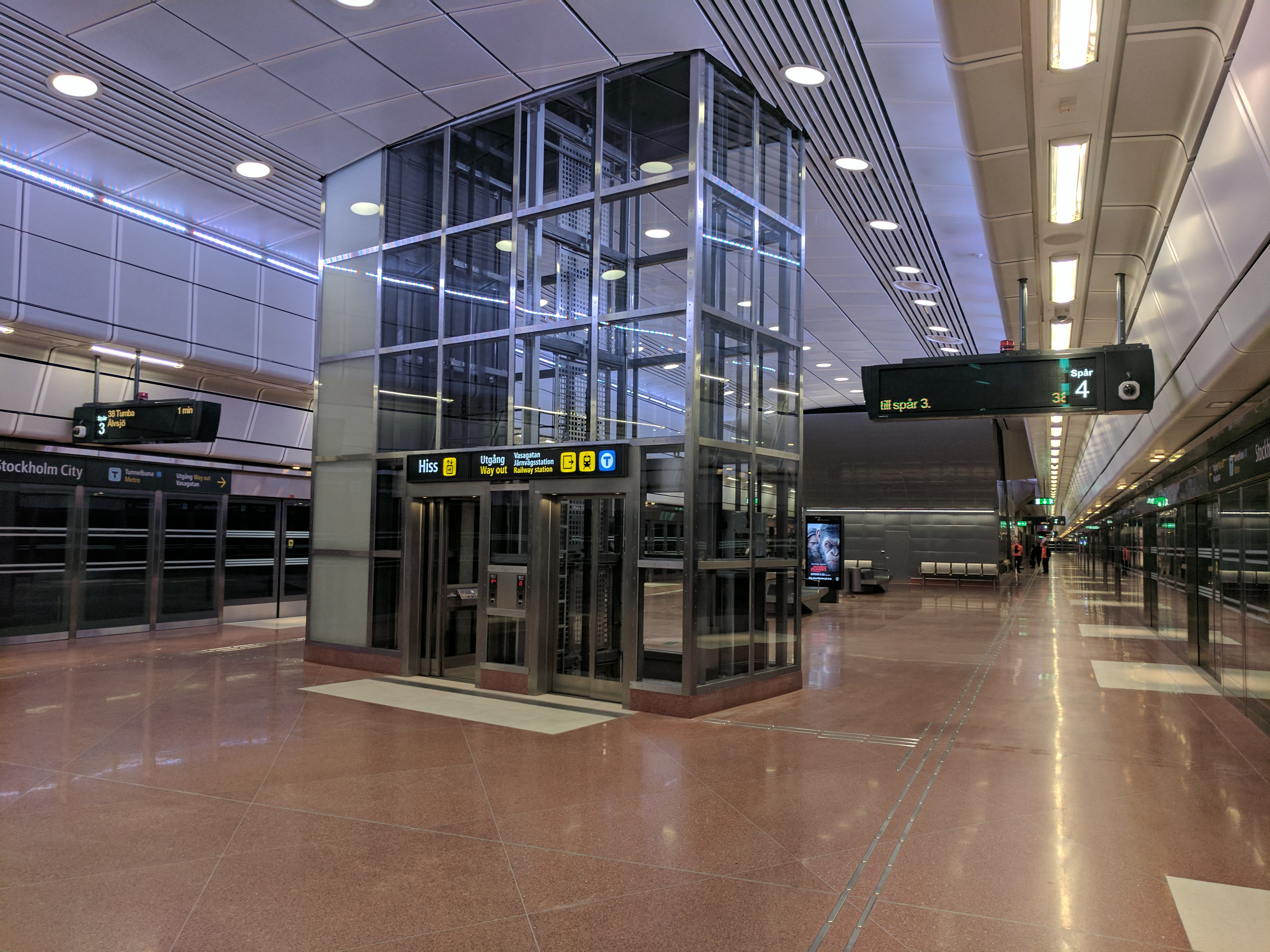
Lift op het perron.
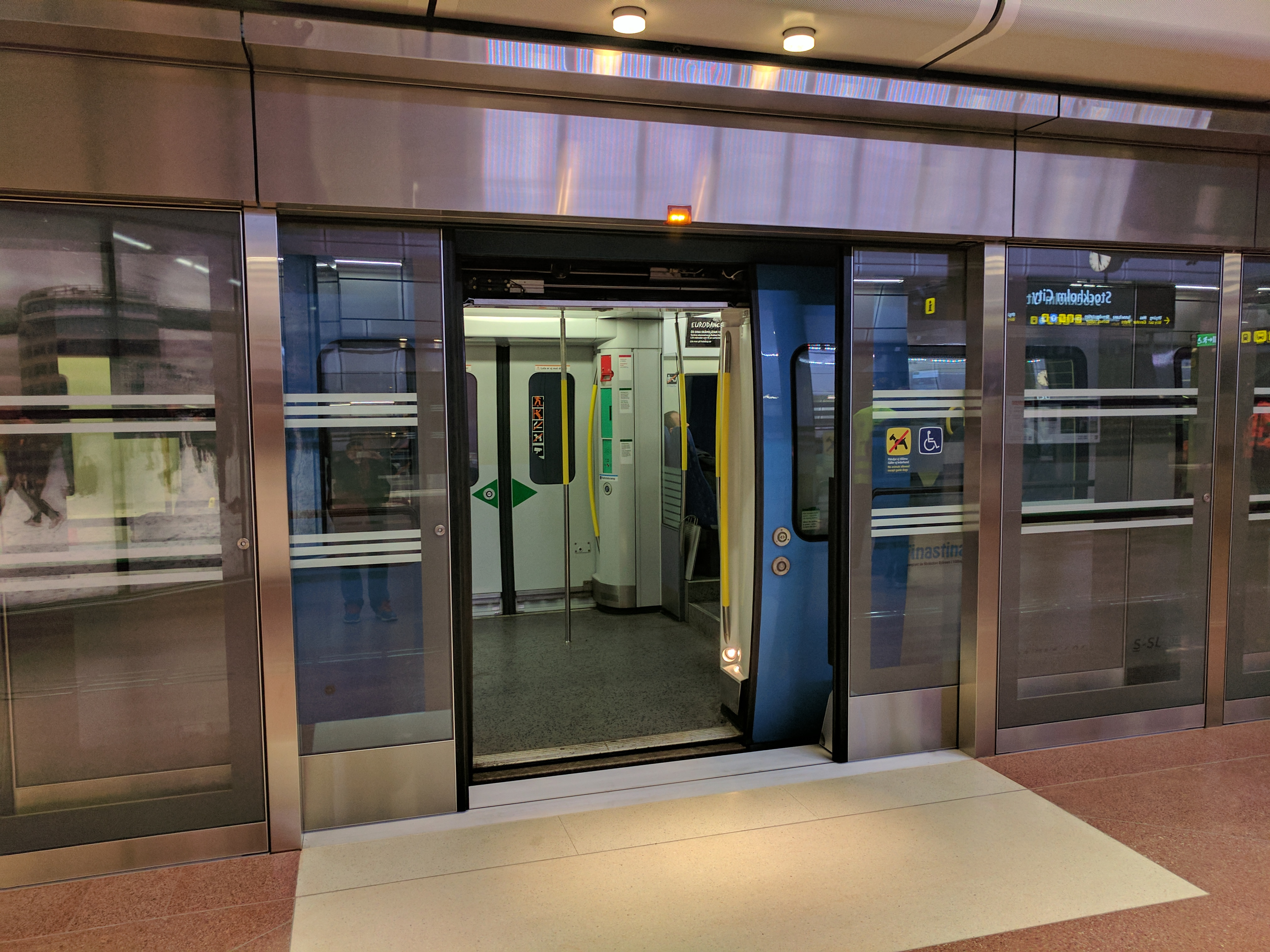
Perrondeur tussen rijtuig en perron.
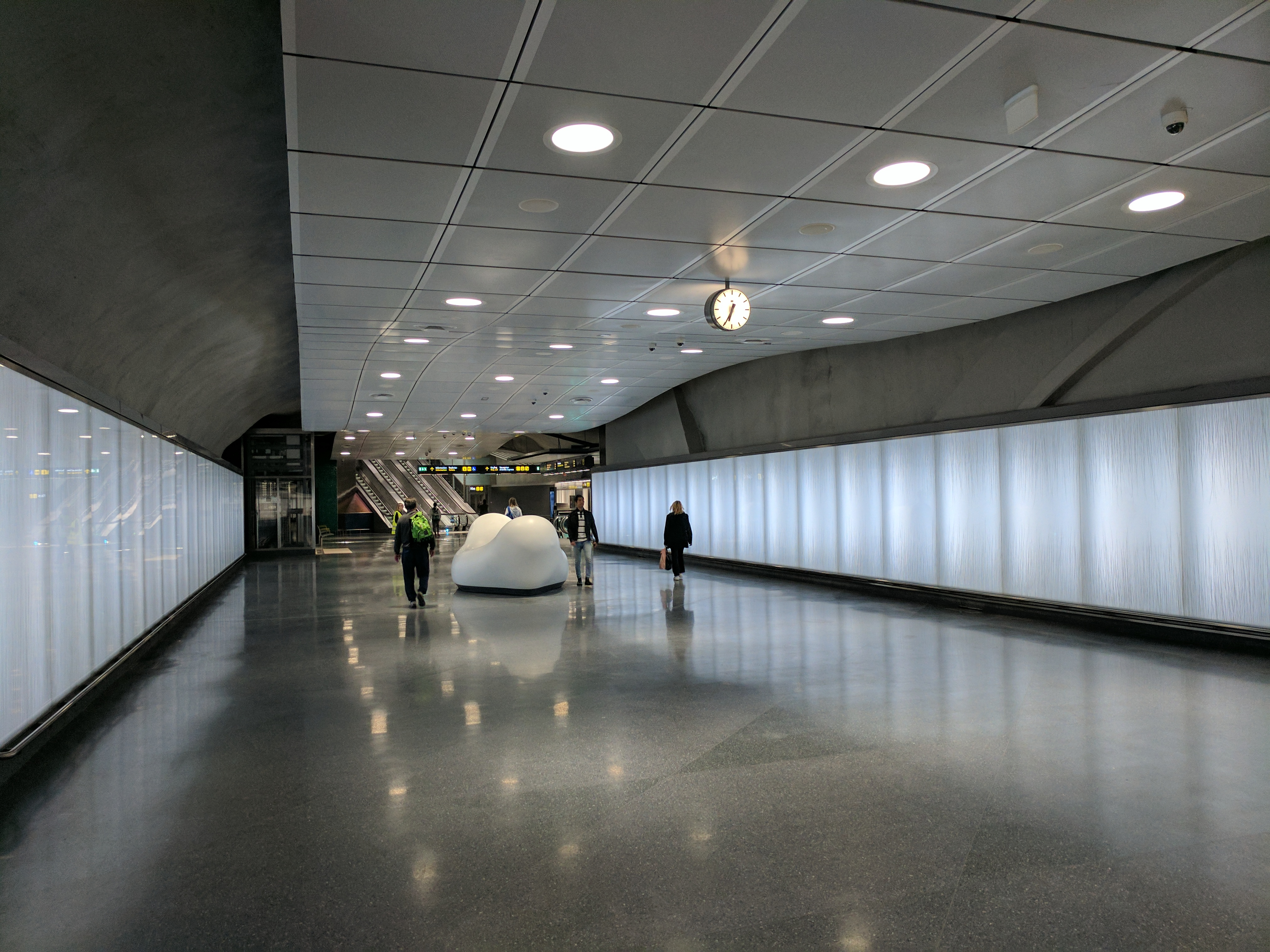
Noordelijke tussenverdieping van de blauwe route.
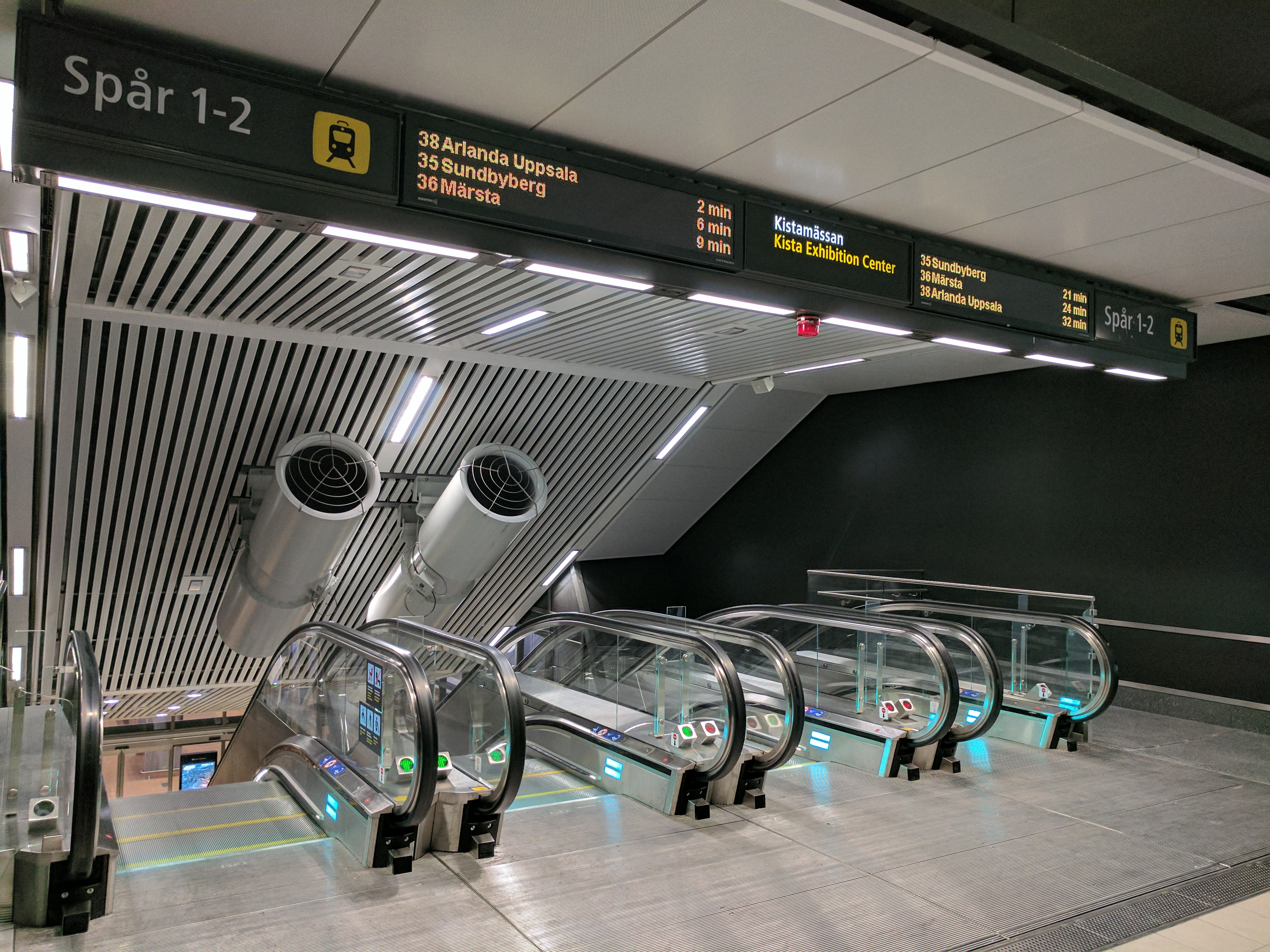
Roltrappen naar spoor 1 en 2.
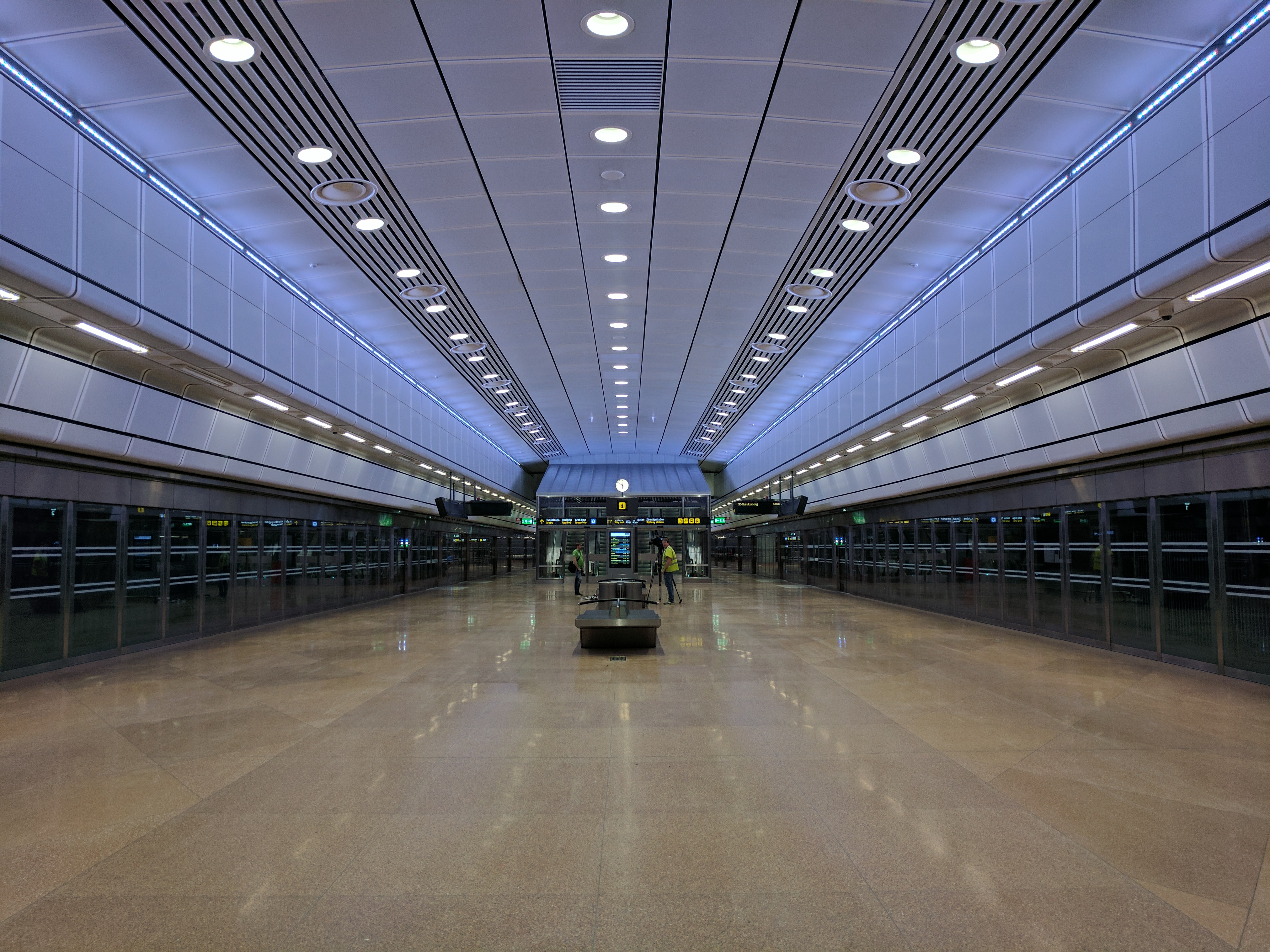
Spoor 1–2.
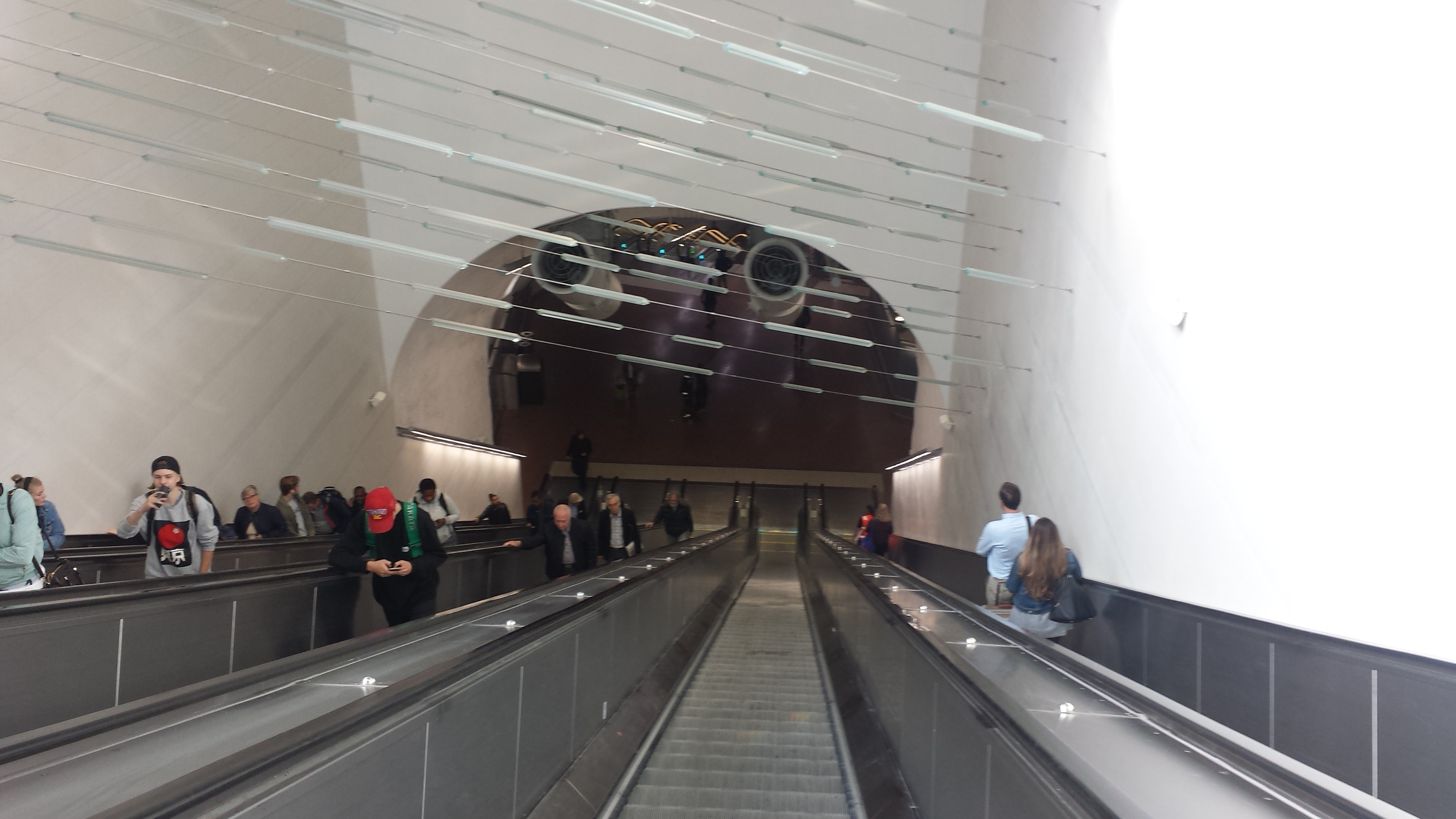
Roltrappen van Stockholm centraal en Hotel Continental.
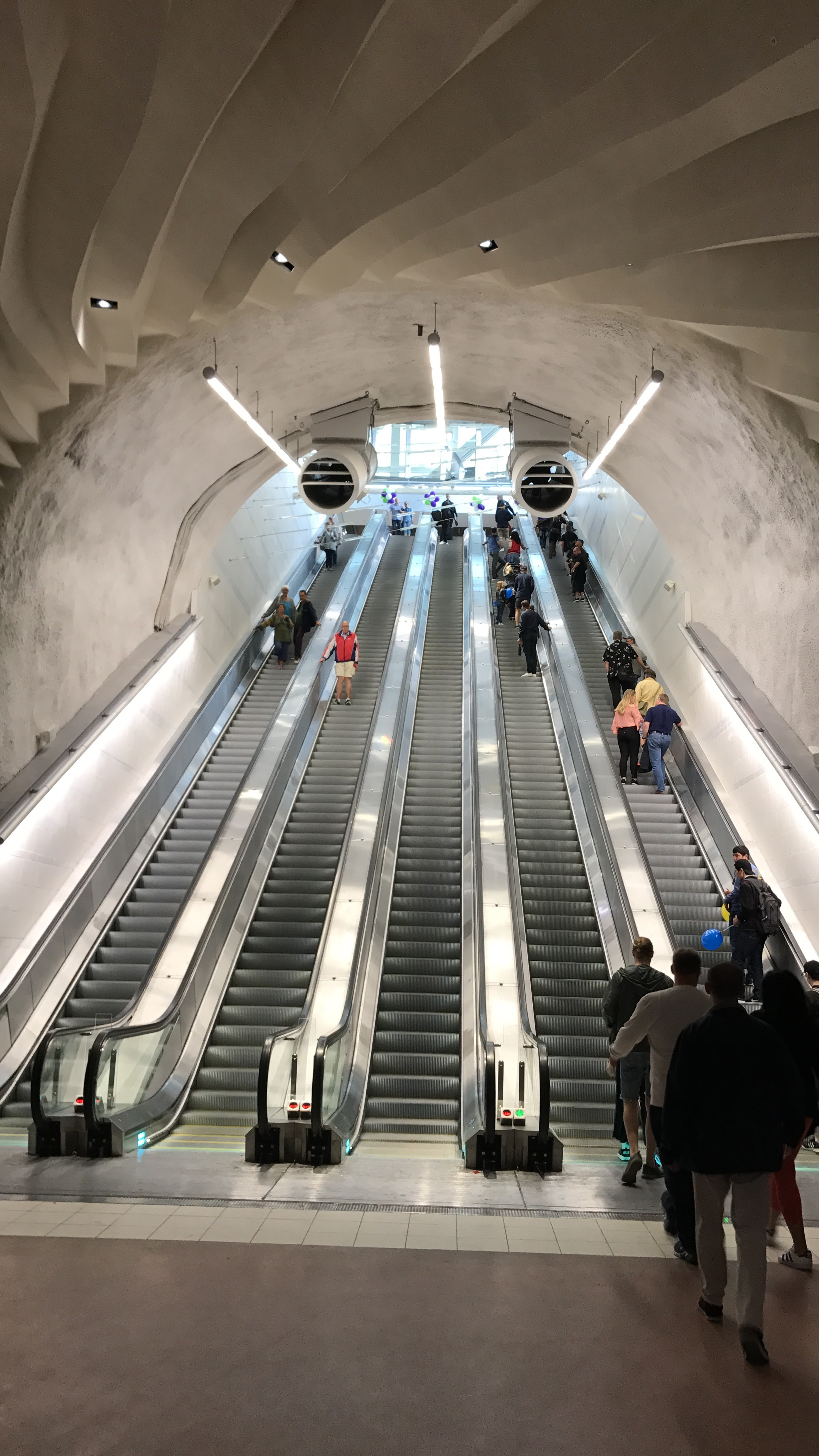
Naar Stockholm C.